# 松前町 (名古屋市)
松前町（まつまえちょう）は、愛知県名古屋市西区の地名。

## 歴史

### 沿革
- 1934年（昭和9年）1月15日 - 西区栄生町の一部により、同区松前町が成立[3]。
- 1955年（昭和30年） - 町内に遊技機製造販売業のモナミ商会が創業[4]。
- 1966年（昭和41年） - モナミ商会が千種区に本社を移転[4]。
- 1994年（平成6年） - 廃止。